# Rosis
Rosis település Franciaországban, Hérault megyében. Lakosainak száma 271 fő (2022. január 1.). Rosis Castanet-le-Haut, Cambon-et-Salvergues, Colombières-sur-Orb, Combes, Mons, Saint-Geniès-de-Varensal, Saint-Gervais-sur-Mare, Saint-Martin-de-l’Arçon és Taussac-la-Billière községekkel határos.

## Népesség
A település népessége az elmúlt években az alábbi módon változott:
| Lakosok száma | 343  | 244  | 257  | 294  | 304  | 302  | 287  | 275  | 269  | 271  |
|               | 1968 | 1982 | 1990 | 2006 | 2013 | 2015 | 2017 | 2019 | 2020 | 2022 |